# I-400 (sous-marin)
L'I-400 (イ-400) est un sous-marin de classe Sen-Toku (伊四〇〇型潜水艦, I-yonhyaku-gata Sensuikan) en service dans la marine impériale japonaise durant la Seconde Guerre mondiale.
Ce fut, avec ses deux navires jumeaux, le plus gros sous-marin à propulsion conventionnelle jamais construit durant cette période.

## Conception et description
Les sous-marins de la classe I-400 étaient équipés de quatre moteurs diesel de 2 250 ch (1 680 kW) et transportaient suffisamment de carburant pour faire le tour du monde une fois et demie. Avec une longueur totale de 122 m, ils déplaçaient 5 900 t, soit plus du double de leurs contemporains américains typiques. Jusqu'à la mise en service du sous-marin lanceur de missiles balistiques USS Benjamin Franklin en 1965, les sous-marins de la classe I-400 étaient les plus grands jamais mis en service.

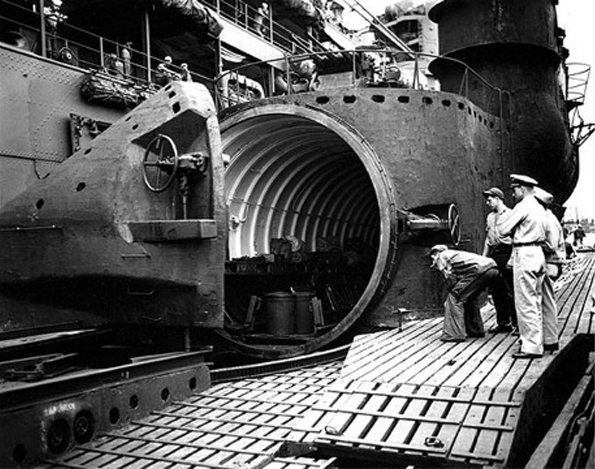
Le personnel de la marine américaine inspecte le hangar à avions du I-400 après la Seconde Guerre mondiale.

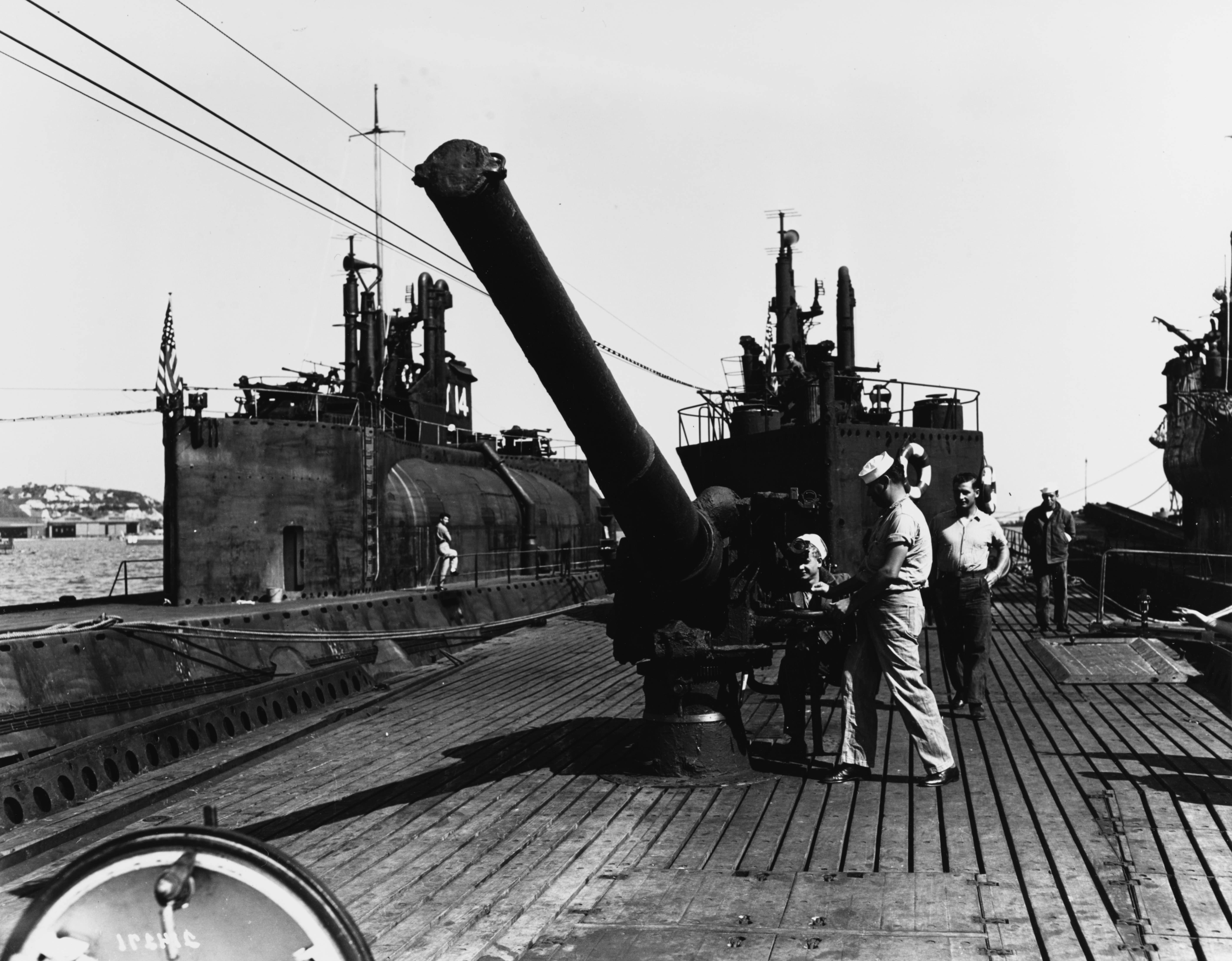
Le personnel de la marine américaine examine le canon de pont du I-400 à Yokosuka, au Japon, le 14 octobre 1945.

La section transversale de la coque sous pression avait une forme unique en forme de huit qui lui donnait la force et la stabilité nécessaires pour supporter le poids d'un grand hangar à avions cylindrique et étanche de 31 mètres de long et de 3,5 mètres de diamètre, situé approximativement au milieu du navire sur le pont supérieur. Le massif a été décalé sur la gauche pour permettre l'arrimage de trois bombardiers torpilleurs Aichi M6A1 Seiran ("Tempête en ciel clair") équipés de flotteurs le long de l’axe longitudinal ,. Les hydravions étaient lancés à l’aide d'une catapulte de 37 mètres située sur le pont, à l'avant du hangar. Une grue repliable permettait au sous-marin de récupérer ses hydravions à flotteurs dans l'eau.
En plus des trois hydravions, chaque sous-marin de la classe I-400 était armé de huit tubes de torpilles de 533 mm, tous à l'avant, avec 20 torpilles Type 95,, d’un canon de pont de 140 mm (14 cm/40 Type 11) à l'arrière du hangar, de trois canons antiaériens Type 96 sur affûts triples étanches, montés sur le toit du hangar - un à l'avant et deux à l'arrière du massif -  et d’un canon antiaérien Type 96 de 25 mm monté sur le pont arrière .
Les sous-marins de la classe I-400 disposaient de deux propulseurs électriques assez bruyants qui leur permettaient de traîner en immersion et à l'arrêt en attendant le retour de leur appareil,; de câbles de démagnétisation destinés à parer les mines magnétiques en annulant le champ magnétique du sous-marin; d’un radar de recherche aérienne, de deux radars de recherche aérienne/surface et d’un détecteur d'alerte radar. Un revêtement anéchoïque était censé rendre la détection du sous-marin en plongée plus difficile en absorbant ou en diffusant les impulsions du sonar et en amortissant les bruits propres des machines internes du sous-marin,,.

## Construction et mise en service
Construit par l'Arsenal naval de Kure au Japon, le I-400 est mis sur cale le 18 janvier 1943 sous le numéro 5231. Il est lancé le 18 janvier 1944 et est achevé et mis en service le 30 décembre 1944,.

## Historique

### Seconde Guerre mondiale

#### Janvier-mai 1945
Lors de sa mise en service, le I-400 a été rattaché au district naval de Kure et affecté à la 1re division de sous-marin de la 6e Flotte,. Il a également été affectée au 11e escadron de sous-marins pour des travaux de préparation. Le jour de sa mise en service, il a quitté Sasebo pour aller faire des exercices dans la partie ouest de la mer intérieure de Seto avec le sous-marin I-13, rejoint en janvier 1945 par sa sister ship: le I-401.
Le I-400 était en cale sèche à Kure, au Japon, le 19 mars 1945, lorsque la Task Force 58 de l'US Navy (la marine américaine) a lancé la première frappe aérienne alliée contre l'Arsenal naval de Kure. Plus de 240 avions des porte-avions USS Essex, Intrepid, Hornet, Wasp, Hancock, Bennington, et Belleau Wood ont attaqué les navires japonais dans le port de Kure. Les avions américains ont mitraillé le I-400, qui a riposté avec ses canons antiaériens Type 96 de 25 mm, et un de ses artilleurs a été tué.
Le I-400 se rendit à Moji, au Japon, les 5 et 6 avril 1945, puis revint à Kure. Le 14 avril 1945, il fit route de Kure avec le commandant de la 1re division de sous-marin, le capitaine Tatsunosuke Ariizumi, qui s'embarqua pour un voyage à Dairen, en Mandchourie, afin de récupérer une cargaison de fuel. Il a fait escale à Dairen du 20 au 23 avril 1945 et a chargé 1 700 tonnes de fuel, puis il est reparti vers Kure, qu'il a atteint le 27 avril 1945. Pendant qu'il était à Kure, des ouvriers du chantier naval ont installé un snorkel à bord en mai 1945.

#### Opération du canal de Panama
Le 1er juin 1945, les quatre sous-marins de la 1re division de sous-marins; les I-13, I-14, I-400 et I-401 avaient été ravitaillés en carburant et équipés de snorkel. Le 2 juin 1945, le I-400 partit de Kure pour un voyage via le détroit de Shimonoseki, le détroit de Tsushima et la mer du Japon jusqu'à la baie de Nanao sur la côte ouest de Honshu, près de Takaoka, au Japon. Le 5 juin 1945, il est arrivé dans la baie de Nanao, où les quatre sous-marins se sont rassemblés et ont été rejoints par six hydravions Aichi M6A1 Seiran ("Tempête en ciel clair") du 631e Groupe aéronaval basé à Kure, qui sont arrivés après une escale à Fukuyama, au Japon. Le 6 juin 1945, les sous-marins et les hydravions commencèrent à s'entraîner aux opérations aériennes de nuit en vue d'une attaque aérienne surprise du Japon contre le canal de Panama. Les sous-marins devaient lancer dix hydravions M6A1, qui devaient frapper les écluses de Gatun par l'est avec six torpilles et quatre bombes, vidant le lac Gatun et bloquant le canal à la navigation pendant des mois. Au cours de l'entraînement, les Japonais ont démontré que quatre hommes entraînés pouvaient préparer un des hydravions pour le lancement à partir d'un sous-marin en sept minutes et que chaque sous-marin pouvait assembler, alimenter, armer et lancer les trois hydravions qu'il transportait en 45 minutes. Malgré divers obstacles - la présence de mines et de sous-marins de la marine américaine et la pénurie d'essence d'aviation - les sous-marins et les hydravions ont lancé un certain nombre de frappes aériennes simulées.
Alors que la 1re division de sous-marins se trouvait encore dans la baie de Nanao, la chute imminente d'Okinawa aux mains des forces américaines et le rythme croissant des frappes aériennes des porte-avions alliés sur les îles intérieures japonaises ont incité le quartier général impérial japonais à annuler la frappe du canal de Panama le 12 juin 1945 et à décider à la place d'utiliser les sous-marins et leurs hydravions pour frapper le mouillage de la flotte alliée à Ulithi dans les îles Caroline. Les sous-marins et les hydravions ont terminé leur entraînement de vol le 19 juin 1945, et tous les hydravions M6A1 ont décollé des eaux de la baie de Nanao ce jour-là. L'un d'entre eux n'est pas revenu, et les corps de ses deux équipiers se sont ensuite échoués sur Sadogashima.

#### Opération Arashi
Le 25 juin 1945, à 13h25, la flotte combinée a donné l'ordre d'attaquer Ulithi, dans le cadre de l'opération Arashi ("Tempête de montagne"). Les ordres prévoyaient que des I-13 et I-14 transporteraient des avions de reconnaissance Nakajima C6N1 Saiun ("Nuage Iridiscent" ; nom de code allié "Myrt") à Truk, dans les îles Caroline, à la fin du mois de juillet 1945. Dans le cadre de l'opération Hikari ("lumière éclatante"), les hydravions C6N devaient effectuer une reconnaissance d'Ulithi, en notant la présence et l'emplacement des porte-avions et des transports de troupes alliés. Le 17 août 1945, les I-400 et I-401 devaient alors lancer un total de six hydravions M6A1 - qui devaient utiliser les informations de reconnaissance pour les aider à cibler les navires alliés - pour une frappe nocturne sous la pleine lune contre le mouillage d'Ulithi, chaque pilote recevant une injection d'hormones pour améliorer sa vision nocturne et chaque avion étant armé d'une bombe de 800 kg. Après l'attaque, les avions devaient se poser près des sous-marins, et les I-13, I-14, I-400 et I-401 devaient tous se rendre à Singapour, où dix nouveaux avions M6A les attendaient pour les embarquer en vue d'une nouvelle attaque.
Le 13 juillet 1945, le I-400 quitte la baie de Nanao à destination de Maizuru, au Japon, qu'il atteint le même jour en compagnie du I-401. Il commence à charger des munitions et trois mois de provisions. Après une cérémonie d'adieu pour les équipages des hydravions, le 18 juillet 1945, à l'auberge Shiraito de Maizuru, à laquelle assistait le commandant en chef de la 6e Flotte, le vice-amiral Tadashige Daigo, les I-400 et I-401 se mirent en route pour Ōminato dans le nord de Honshu le 20 juillet 1945, escortés par un dragueur de mines. Après l'arrivée du I-400 à Ōminato le 22 juillet 1945, tous les membres d'équipage ont reçu une journée de permission à terre, les hydravions ont vu leurs marquages japonais remplacés par des marquages américains, et chaque sous-marin a apporté à bord une maquette du mouillage Ulithi comme aide à l'entraînement des pilotes. Le 23 juillet 1945, le I-400 a quitté Ōminato à 14h00, suivi du I-401 à 16h00, avec l'Ariizumi embarqué à bord du vaisseau amiral de la 1re division de sous-marins, le I-401 Les deux sous-marins ont emprunté des routes distinctes dans l'océan Pacifique, loin à l'est du Japon, et ont prévu de se retrouver au large de Ponape dans les îles Caroline le 16 août 1945.
Le I-400 a survécu à un typhon le 28 juillet 1945. Il se trouvait à l'est de Saipan, dans les îles Mariannes, le 5 août 1945, lorsqu'un incendie d'origine électrique s'est déclaré dans un panneau de commande sur son côté bâbord. Il a fait surface pour combattre l'incendie, mais ses vigies ont aperçu un convoi américain, ce qui l'a obligé à plonger en catastrophe. Afin d'évacuer l'air à l'intérieur du I-400, il s'est positionné pour placer sa tour de contrôle au-dessus de la surface, et est resté dans cette position pendant les cinq heures suivantes, pendant qu'il effectuait des réparations d'urgence et évacuait la fumée de l'intérieur par des trappes ouvertes de la tour de contrôle.
Préoccupé par le niveau d'activité élevé des avions et des navires de surface américains à proximité du point de rendez-vous prévu, Ariizumi à bord du I-401 a décidé le 14 août 1945 de changer de cap à l'est des îles Marshall et de rejoindre le I-400 à un nouvel endroit situé à 100 milles nautiques (190 km) au sud de Ponape ce soir-là. Il a transmis les nouveaux plans dans un message codé au I-400, mais le I-400 n'a jamais reçu le message et a manqué le rendez-vous.
Le 15 août 1945, l'empereur Hirohito a annoncé que les hostilités entre le Japon et les Alliés prendraient fin ce jour-là. À 21h le 18 août 1945, Ariizumi à bord du I-401 a reçu l'ordre de la 6e Flotte d'annuler l'attaque d'Ulithi, et plus tard dans la journée, le I-400 et le I-401 ont reçu l'ordre de se rendre à Kure.

#### La fin de la guerre
Le 26 août 1945, le I-400 a reçu l'ordre de hisser un drapeau noir de reddition et de se désarmer. En conséquence, son équipage a rassemblé ses trois M6A1 et les a catapultés sans équipage dans la mer, a jeté leurs bombes par-dessus bord, a tiré toutes ses torpilles et a détruit tous ses journaux de bord, ses cartes, ses livres de codes et ses documents secrets.

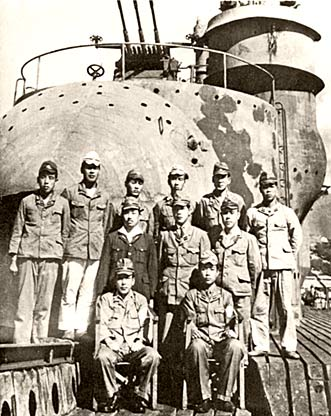
Les officiers du I-400, photographiés devant son hangar à avions après sa reddition à l'US Navy en août 1945.

Le I-400 se trouvait dans l'océan Pacifique à l'est de Honshu le 27 août 1945 lorsqu'un avion de l'US Navy de la Task Force 38 l'a aperçu à la position géographique de 38° 40′ N, 143° 12′ E. Les destroyers USS Blue et Mansfield l'ont intercepté, et il s'est rendu à eux à 500 milles nautiques (930 km) au nord-est de Tokyo. Le même jour, un équipage de quatre officiers et de 40 hommes du ravitailleur de sous-marins USS Proteus s'est mis en route accompagné du destroyer d'escorte USS Weaver pour prendre en charge le I-400. Le 28 août 1945, le Weaver est arrivé à bord du I-400 et a mis l'équipage de prise d'assaut à son bord, et le I-400 s'est dirigé vers le Japon sous le commandement de l'équipage de prise d'assaut, escorté par le Blue et le  Weaver. À 9h15 le 29 août 1945, il est arrivé dans la baie de Sagami sur la côte de Honshu et s'est amarré à bâbord du Proteus. À 9h55, le I-14 est également arrivé sous le commandement d'un équipage de prise d'assaut de la marine américaine et s'est amarré à bâbord du I-400.
À 8h20 le 30 août 1945, le I-400 appareille en compagnie du I-14 et du Proteus à destination de la baie de Tokyo, où ils mouillent à 14h58 le même jour. Le drapeau américain est hissé à bord à 5h le 31 août 1945, et à 14h45, le I-400, le I-14 et le Proteus commencent à se rendre à un nouveau mouillage dans la digue de la base sous-marine de Yokosuka, où le Proteus est ancré à 16h50. Les sous-marins de la marine américaine choisis pour représenter la force sous-marine de la marine américaine lors de la cérémonie de reddition japonaise dans la baie de Tokyo y étaient également ancrés, et le I-401 est arrivé le 31 août. Lors de la cérémonie de reddition du 2 septembre 1945, le commandant de la force sous-marine de la flotte américaine du Pacifique (COMSUBPAC), le vice-amiral Charles A. Lockwood, a ordonné que son drapeau personnel soit hissé à bord du I-400 et du I-401.

#### L'après-guerre
Le 15 septembre 1945, les Japonais ont rayé le I-400 de la liste de la marine,. Le 29 octobre 1945, le I-400 a fait route de Yokosuka vers le sud, en direction de Sasebo, avec un équipage américain de 40 hommes à bord en compagnie du I-401, du I-14 et du navire de sauvetage sous-marin USS Greenlet. Les navires ont rencontré une forte tempête au cours de leur voyage, et les équipages américains des I-400 et I-401 ont noté que la construction à double coque de la classe I-400 leur permettait de naviguer remarquablement bien dans la mer formée,. Les navires sont arrivés à Sasebo le 1er novembre 1945.
Après avoir chargé des vedettes japonaises sur leurs ponts pour servir de canots de sauvetage, les I-400, I-401 et I-14 quittent Sasebo le 11 décembre 1945 sous escorte du Greenlet à destination de Pearl Harbor, à Hawaii, s'arrêtant en cours de route à Apra Harbor sur Guam dans les îles Mariannes du 18 au 21 décembre 1945, puis à Eniwetok dans les îles Marshall, et enfin à Kwajalein pour la nourriture et le ravitaillement du 26 au 27 décembre 1945. Ils sont arrivés à Pearl Harbor le 6 janvier 1946 et se sont amarrés à la base sous-marine, où un groupe de la marine américaine et des célébrités locales les ont accueillis. Le 18 février 1946, le I-400 est entré en cale sèche à Pearl Harbor pour y être évalué.

## Élimination
Les relations d'après-guerre avec l'Union soviétique se détériorant rapidement et les États-Unis craignant de plus en plus qu'en vertu des accords d'après-guerre, les Soviétiques exigent l'accès aux sous-marins japonais capturés qui fourniraient à la marine soviétique des informations précieuses sur les conceptions avancées des sous-marins japonais, la marine américaine a donné l'ordre, le 26 mars 1946, de couler tous les sous-marins japonais capturés lors d’exercices de tir (opération Road's End). La marine américaine a coulé le I-400 comme cible lors des essais de l'explosif Mark 10 Mod 3 au large de Pearl Harbor le 4 juin 1946. Il a coulé par l'arrière à 12h10 à la position géographique de 21° 13′ N, 158° 07′ O après que le sous-marin USS Trumpetfish l'ait touché avec trois torpilles Mark 18 Mod 2. Le commandant de la force sous-marine de la flotte américaine du Pacifique (COMSUBPAC), le vice-amiral Allan R. McCann, et le commandant de la 52e division de sous-marins, le commandant Lawson P. Ramage, ont été embarqués sur le Trumpetfish pour observer le naufrage du I-400.

## Découverte de l'épave
Le 1er août 2013, le submersible à grande profondeur Pisces V du Hawaii Undersea Research Laboratory (HURL ou Laboratoire de recherche sous-marine d'Hawaï) a localisé l'épave du I-400 au sud-ouest d'Oahu, à Hawaï, à une profondeur de 557 m. Ce que le Pisces V avait initialement identifié comme étant la proue s'est avéré être un point situé à 15 m de la proue, et la coque était complètement intacte. Cependant, l'épave présentait des signes de dommages importants dus à l'implosion, et toute la superstructure du I-400 était manquante, sa tour de pilotage et son hangar à avions s'étant apparemment détachés de sa coque lors de sa descente finale au fond de l'océan en 1946.